# Ніколас Фернандес (футболіст, 1999)
Ніколас Естебан Фернандес Муньос (ісп. Nicolás Esteban Fernández Muñoz, нар. 3 серпня 1999) — чилійський футболіст, захисник клубу «Аудакс Італьяно» та національної збірної Чилі.

## Клубна кар'єра
Ніколас Фернандес народився 1999 року, та є вихованцем футбольної школи клубу «Аудакс Італьяно». Професійну футбольну кар'єру розпочав 2017 року в основній команді того ж клубу, за який станом на кінець жовтня 2024 року зіграв 146 матчів у чемпіонаті.

## Виступи за збірні
2019 року Ніколас Фернандес залучався до складу молодіжної збірної Чилі. На молодіжному рівні зіграв у 4 офіційних матчах.
У 2024 році Ніколас Фернандес дебютував у складі національної збірної Чилі. У складі збірної був учасником розіграшу Кубка Америки 2024 року у США. Станом на кінець жовтня 2024 року зіграв у складі національної збірної 3 матчі, в яких забитими м'ячами не відзначився.